# Armoriale delle diocesi della Slovacchia
Elenco dell'armoriale delle diocesi della Slovacchia, ovvero stemma e blasonatura per ogni diocesi, classificate per chiesa.

## Chiesa cattolica di rito romano
| Stemma | Nome della diocesi e blasonatura |
| ------ | --- |
|        | Banská Bystrica - (d'azzurro, alla lettera X maiuscola d'argento) |
|        | Bratislava - (d'azzurro, al San Martino rivoltato d'argento, su un cavallo dello stesso sellato d'oro, che taglia un mantello di rosso per un mendicante del secondo)                                                                                |
|        | Košice - (d'azzurro, al decusse in divisa, accantonato da un giglio in capo e da tre rose, il tutto d'oro) |
|        | Nitra - (di rosso, al bisante d'argento, caricato di un giglio d'azzurro, sostenente una croce patriarcale, accompagnata da una lettera Khěr glagolitica quadrata a destra e da una lettera Mislete glagolitica quadrata a sinistra, il tutto d'oro) |
|        | Rožňava - (di rosso, al ponte di tre archi d'oro, mutato di nero, su un fiume fasciato dentato d'oro e di nero, sormontato da tre stelle a otto raggi d'oro ordinate in fascia)                                                                      |
|        | Spiš - (-) |
|        | Trnava - (di rosso, all'agnello pasquale rivoltato d'argento, nimbato d'oro) |
|        | Žilina - (d'azzurro, alla croce patriarcale d'oro accompagnata da un occhio della provvidenza e una conchiglia in capo, il tutto d'argento) |
|        | Ordinariato militare - (d'azzurro, al fascio di tre frecce d'oro, attraversato da una croce patriarcale d'argento) |

## Chiesa greco-cattolica slovacca
| Stemma | Nome della diocesi e blasonatura |
| ------ | --- |
|        | Eparchia di Bratislava - (d'azzurro, al decusse formato da una spada d'argento posta in sbarra e una chiave d'oro attraversante posta in banda, accantonato da tre stelle a otto raggi dello stesso poste una in capo e una in ciascun fianco e da una conchiglia, pure d'oro, posta in punta)                                                                   |
|        | Eparchia di Košice - (partito d'oro e d'argento, alla croce scorciata e patente di rosso attraversante, accompagnata dalle lettere K e M maiuscole di nero poste in punta, la prima sull'oro e la seconda sull'argento, fiancato in arco d'azzurro e col capo arcuato d'azzurro, i due fianchi e il capo caricati ciascuno di una stella a otto punte d'argento) |
|        | Arcieparchia di Prešov - (d'argento, alla croce patente di rosso, accantonata dalle lettere greche maiuscole di nero ΙΣ nel 1° quadrante, ΧΣ nel 2°, ΝΙ nel 3° e ΚΑ nel 4°, caricata in cuore da un libro d'oro aperto d'argento caricato dalla lettera Α sulla pagina a destra e dalla lettera Ω su quella di sinistra, entrambe di nero)                       |